# .срб
.срб  — національний домен для Сербії.
Відмінністю від діючого домену «.rs» є те, що в новому домені «.срб» всі імена другого рівня писатимуться виключно кирилицею.